# Opomyza maculata
Opomyza maculata är en tvåvingeart som först beskrevs av Macquart 1835.  Opomyza maculata ingår i släktet Opomyza och familjen myllflugor.
Artens utbredningsområde är Frankrike. Inga underarter finns listade i Catalogue of Life.